# 거꾸로 오르는 허리케인
《거꾸로 오르는 허리케인 ~LET'S PILE UP OUR SCHOOL!~》(さかあがりハリケーン 〜LET'S PILE UP OUR SCHOOL!〜 사카아가리 하리켄[*])은 2008년 11월 28일 기가사에서 발매된 성인용 연애 어드벤처 게임이다.

## 줄거리
「그 쪽이 훨씬 더 재미있잖아」라는 신조를 가지고, 즐거움을 기준으로 살아가고 있는 주인공 미나가와 타쿠미. 그는 엄격한 교육으로 유명한 키에이잔 학원에서 여러 가지 문제 행동들을 일으킨 탓에 퇴학 처분을 받아 고향으로 돌아오게 된다. 그 후 소꿉친구인 모리나가 유카리가 다니고 있는 무츠키 학원에 편입하여 학교 생활을 시작하게 되는데, 우연한 계기로 학급위원이 되어버리고 만다. 그 탓에 (문제 행동을 일으키지 않도록이란 이유로) 교실 구석에 설치된 건의함 속에 들어있는 고민이나 상담일을 해결하는 일을 맡게 된 타쿠미. 하지만, 한 통의 편지가 그의 마음을 움직이게 했다.
『이 장소를, 즐겁게 하고 싶어』
타쿠미는 무츠키 학원은 진학교였던 탓에, 체육제는 물론이요 학원제 같은 이벤트조차 학원에 존재하지 않았다는 것을 알게 된다. 그래서 그는 이 학원을 즐겁게 하기 위해, 주위를 말려들게 하면서 행동을 시작하여 무색투명한 학원생활에 태풍을 불러일으키게 된 것이다….

## 등장인물

### 메인 캐릭터
미나가와 타쿠미 (일본어: 皆川 巧)
본작의 주인공으로, 무츠키 학원 2학년생. 무츠키 학원에 편입해오기 전에는 엄격한 교육으로 유명한 신토계의 남학교 키에이잔 학원의 기숙사에서 생활하고 있었다. 하지만 여러 문제 행동으로 인해 퇴학 처분을 받아 원래 살던 곳으로 돌아오게 된다. 이후 잠시동안은 얌전히 지내려고 했지만, 이 학원을 즐겁게 하기 위해 학원제를 열기로 결정하고, 학원제 실행 위원회를 조직해 위원장으로서 다양한 행동을 일으키게 된다.
친구들을 위해 교칙을 바꾸거나, 흉폭한 선생을 골려주거나 했기 때문에 주위 학생들로부터는 인기가 많았다. 하지만 정면에서 따지거나 학생회에게 건의하거나 하는 정공법은 사용하지 않고, 트집거리를 잔뜩 준비한 후 허를 찌르는 방법을 많이 사용했기 때문에, 학교측에서는 적시되고 있었다. 자신을 중심으로 주위 사람들을 말려들게 하는 성격으로부터 「태풍(허리케인)」이라는 별명을 얻게 되었다.
미나가와 가(家)는 무츠키 신사를 하고 있으며, 타쿠미도 그에 따라 일단은 신사를 책임질 제 37대 잠정 후보이기도 하다. 어머니는 어렸을 적 돌아가버려서 현재는 아버지와 둘이서 생활하고 있다. 하지만 둘 다 가사 등은 전혀 못하기 때문에, 식생활은 모리나가 가(家)에게 맡기고 있다.
무츠키 학원에 편입하고 난 후 어떤 사건으로 입학하자마자 학급 위원을 맡게 된다. 그의 행동원이 된 '건의함'은, 원래 아무도 신경쓰지 않던 존재였지만, 아무도 하지 않는 일을 솔선해서 하는 것을 좋아하는 타쿠미의 성격 덕에 학급 위원장의 일로써 적극적으로 건의함 속의 내용을 확인하고 있다.
공부도 어느 정도 하고, 운동신경도 그렇게 나쁘지는 않다. 또한 어머니의 영향으로 의외이지만 바이올린도 켤 수 있다. 문제 행동을 자주 일으키긴 하지만 기본적으로는 올곧은 성격으로 모두를 즐겁게 하고 싶다는 마음이 강해 곤란한 사람은 바로 도와주기도 한다. 하지만 가끔은 너무 빠져들어 폭주해 버리는 일도 있다. 또한 이성에 관련된 일은 매우 둔감하여, 모두를 기가 막히게 하는 일도 많다. 주위를 말려들게 하는 그 성격은 어머니 쪽의 유전. 하지만 자신이 소중히 여기는 사람을 과잉 보호하는 것은 아버지 쪽 유전이다.
아야세 나츠키(일본어: 綾瀬 奈都希)
음성：이노 미유키
신장：148cm,　B 75 / W 50 / H 82
타쿠미와 같은 반으로, 학급 부위원장이자 무츠키 학원의 학생회 부회장. 타쿠미가 전학오기 전날, 동전을 떨어뜨린 것을 계기로 서로 알게 되고, 그 때까지만 해도 스스럼없이 얘기했지만, 자신이 노리고 있던 학급 위원장의 자리를 타쿠미에게 빼앗겼는 데다가, 심지어 타쿠미가 유카리와 알고 있는 사이라는 것을 알게 되어 일방적으로 타쿠미를 적대시하게 된다. 하지만 타쿠미의 학원을 즐겁게 하고 싶다는 마음에 점점 끌려, 후에 타쿠미의 생각을 이해하게 된다.
의리와 책임감이 있는 성격이지만, 저돌맹진으로 너무 앞서나가는 일이 많기 때문에 실수가 잦아 다른 학생회 멤버에게 도움을 많이 받게 된다. 하지만 자신도 그것을 알고, 그렇기 때문에 더더욱 노력하는 타입.
학생회장인 유카리를 존경하고 있으며, 유카리를 위해 다양한 서포트를 한다. 하지만 많은 실수들 때문에 유카리로부터 사랑의 매를 받기도 한다. 성적도 별로 좋지 못하고 운동신경도 높다고는 할 수 없지만, 남이 보지 않는 곳에서 힘내고 있는 모습도 볼 수 있다. 키가 작은 것을 신경쓰고 있다.
어머니는 무츠키 학원의 이사장으로 엄격한 인물이기 때문에 일들을 혼자 떠맡아 버리는 경우가 많다. 그래서 누군가에게 의지하고 싶기도 하지만, 그렇게 의지할 수 있는 사람이 많지는 않아 힘들어 하는 듯.
모리나가 유카리(일본어: 守永 ゆかり)
음성：카자네
신장：159cm,　B 90 / W 53 / H 88
타쿠미의 소꿉친구이자 무츠키 학원 학생회장. 타쿠미와 겨우 한 달 차이로 일찍 태어났을 뿐이지만, 빠른 생일이라 타쿠미보다 한 학년 높은 3학년생. 타쿠미가 키에이잔 학원에서 퇴학당한 후 그녀가 다니는 무츠키 학원으로 데려와 문제 행동을 고치려고 마음 먹었다. 하지만 타쿠미의 행동들 때문에, 보수적이고 변혁을 인정하지 않는 학생회로서 대립하게 된다.
참견을 잘 하지만 성실하고 일처리가 확실한 성격으로, 타쿠미 앞에서 누나같이 행동하고 있다. 특히 미나가와 가에서는 요리를 할 줄 아는 사람이 없기 때문에 미나가와 가의 식탁은 모두 유카리가 책임지고 있다. 수험생이기 때문에, 공부 쪽도 열심히 하고 있으며, 실력은 전국 모의시험에서도 상위권에 들 정도. 학원 내에서의 이미지는 학생회장으로서의 성실한 이미지, 동급생이나 하급생에게 존경받으며, 멋진 선배로 동경받고 있다는 느낌. 학원 내의 입장적으로 타쿠미와 대립하고 있지만, 공사 구별이 확실하기 때문에, 학원 안의 문제와 집 안의 문제는 구별짓는다. 그래서 아무리 학교에서 타쿠미와 대립을 했어도, 집에서는 평범하게 대접해 주고 있다. 또한 타쿠미가 일으킨 문제를 뒷처리해주는 모습도 보인다.
언제 어디서든지 플라스틱 배트를 항상 가지고 있어, 타쿠미가 청소를 빼먹거나 문제를 일으켰을 때 플라스틱 배트로 타쿠미를 때린다. 본인 왈 '교육적 지도'이지만, 타쿠미는 '유카리 교육'이라고 하여 무서워하고 있다. 게다가 플라스틱 배트임에도 불구하고 위력이 상당하여, 그런 힘이 대체 어디서 나오는지는 수수께끼.
미사키 료(일본어: 深咲 涼)
음성：토오야마 에리코
신장：160cm,　B 87 / W 52 / H 86
타쿠미의 클래스메이트. 타쿠미가 전학오기 전날 교실에서 처음 만나게 된다. 그 때는 서로 거리낌없이 이야기했지만, 타쿠미가 무츠키 학원에 친구가 있다라고 말한 순간, 바로 타쿠미에게도 벽을 쌓아 말을 하지 않게 된다. 하지만 그런 료를 보고 타쿠미는 점점 그녀를 말려들게 해 허물을 벗게 한다.
과묵하고 쿨하며 냉정한 말투로 이야기하지만, 성격이 꼬인 면도 있어서 타쿠미가 적극적으로 이야기하려고 시도하면 제대로 대답하지 않지만, 반대로 타쿠미가 료에게서 떨어지려고 하면 료가 타쿠미와 관련되려고 힘쓴다. 또한, 당하면 바로 갚는 성격이며, 냉정한 어조와는 반대로 장난꾸러기같은 모습도 가지고 있어, 아무도 없는 곳에서 보통의 그녀라고는 생각할 수 없는 일면도 보이고 있다. 학원제 실행 위원회에서는 타쿠미가 멋대로 지정한 덕분에 부위원장이 되어, 참모 역으로 적절한 어드바이스를 주는 일이 많다. 성적 우수, 스포츠 만능. 하지만 주위와는 별로 관계되고 싶지 않기 때문에, 방과 후에는 학원 옥상에서 숫자게임 책을 풀고 있다.
한 학년 유급한 경험이 있어, 사실은 타쿠미보다 한 살 연상. 중학교 시절에는 유카리와 친구였던 적도 있다. 원래는 책임감이 강하고 사교적이며 밝은 아이였으며, 가장 처음 타쿠미와 스스럼없이 얘기하던 모습이 바로 그녀의 진짜 모습이다. 하지만, 중학교 때의 사건으로 인해 완전히 유카리와 절교하게 된다. 시간이 지나, 이제는 그녀도 유카리도 서로와 화해하고 싶다고 생각하지만, 좀처럼 계기가 없어 화해하지 못하고 있다.
오오사와 유즈(일본어: 大澤 柚)
음성 : 스즈미야 루나
신장：153cm,　B 77 / W 48 / H 77
타쿠미의 클래스메이트. 전학 첫 날 지각 직전에 만나게 된 사이로, 처음에는 타쿠미를 조금 거북해했지만 바로 친해지게 된다. 그 후에도 타쿠미의 위원장 일을 도와 주거나, 학원제 실행 위원회 최초의 멤버로서 타쿠미와 같이 행동하게 된다.
소극적이며 천연 아방한 성격이 있는 얌전한 소녀. 기본적으로는 노력파로 봉사 정신이 강하지만, 요령이 있는 성격은 아니다. 가족 같이 친근한 사람이 아니면 긴장해서 말이 꼬여버리는 일이 많아, 처음에 타쿠미와 만났을 때에도 말이 꼬여 자신의 이름을 '유쥬데슈'라고 말해버린 적도 있다. 타쿠미에 대한 애정을 마음껏 표출해버리는 하루와 처음에는 삐걱삐걱한 사이였지만 한 사건을 계기로 친구가 되어, 하루를 '하루루'라는 애칭으로 부르게 된다.
좋아하는 음식은 식빵으로 점심식사로 식빵만 먹기도 한다. 식빵 메이커에도 조건이 있어, 현재 가장 추천하는 식빵 메이커는 마키시마 식빵인 것 같다. 또한 한가할 때 지도장을 펼쳐 동부 일본의 철도 노선도를 전부 암기하거나, 역 이름을 외우고 있다는 의외의 특기도 있다. 무츠키 학원이 있는 마을인 무츠키가오카로 이사온 것은 고등학교 때였기 때문에 타쿠미나 키라에 대한 일은 모르고 있었다.
쿠스노키 하루(일본어: 楠 ハル)
음성 : 하나사카 모미지
신장：157cm,　B 83 / W 53 / H 84
타쿠미가 키에이잔 학원에 있을 때 알게 된 소녀. 그 때는 아직 서로의 이름도 몰랐기 때문에, 그녀는 타쿠미를 '달링'이라고 불렀으며, 타쿠미는 그녀를 '쥴리엣'이라고 부르고 있었다. 그녀가 다니던 학원도 키에이잔 학원과 비슷하게 산 속에 위치한 로마 가톨릭계 학원이었으며, 학원을 빠져나와 타쿠미와 종종 놀러다녔지만, 타쿠미가 무츠키가오카로 돌아가게 되자 타쿠미가 있는 곳까지 쫓아오게 된다. 그 후 타쿠미의 옆 반에 편입하여, 학원제 실행 위원회의 멤버로 들어온다.
밝고 활기찬 성격으로, 타쿠미는 하루를 이성보다는 동성 친구로 대하고 있다. 재회한 후 타쿠미는 그녀의 이름을 '하루'라고 제대로 부르게 되지만, 하루는 여전히 타쿠미를 '달링'이라고 부르면서 그에 대한 호의를 마음껏 보여주고 있다. 유즈와 처음에는 삐걱삐걱했지만 한 사건을 계기로 친구가 되어, 유즈를 '유즛치'라는 애칭으로 부르게 된다. 로마 가톨릭계 학원을 다녔기 때문에 수녀님을 흉내낼 수도 있다. 하지만 실제로는 견습 수녀였던 듯. 보기와는 다르게 공부도 잘하고 스포츠도 상당하며 집안일도 잘하는 고스펙 인간. 또한 이상한 곳에서 박식한 모습을 보여주기도 한다. 또한 남 돌보기를 잘하고 타쿠미처럼 행동력도 있으며, 다른 사람의 2배는 일하는 모습을 볼 수 있다.
상점가의 패밀리 레스토랑에서 웨이트리스로 일하고 있으며, 상점가 아저씨들에게 천사라고 평가받는 아이돌격 존재.
원래는 고아로, 교회가 운영하는 고아원 앞에 버려진 과거가 있다. 무츠키 학원에는 특별 우대생으로 들어왔으며, 보호자는 무츠키 학원의 교장인 쓰시마 히카루. 현재는 혼자 자취생활을 하고 있다. 사실 그렇게까지 밝은 성격은 아니었지만 타쿠미를 만난 것이 계기가 되어 지금과 같은 성격이 된 듯하다.

### 서브캐릭터
키라 야스노리(일본어: 綺羅 泰徳)
음성 : 호시 미츠아키
타쿠미와 유카리의 소꿉친구로, 무상사(武相寺)의 후계자 아들. 중학교까지는 타쿠미와 같은 학교를 다니면서 함께 사고를 치곤 했지만, 고등학교는 멀리 떨어진 작은 섬에 있는 기숙사제 남학교에 다니게 되었다. 하지만 타쿠미가 행동을 개시하기 시작하면서 그의 도움이 필요해진 덕에, 그 학원을 탈주하여 무츠키 학원으로 편입해 왔다.
자신을 '키라'라고 불러주길 원하지만, 항상 타쿠미 때문에 '야스'라는 별명이 붙어, '범인은 야스'라는 소재도 자주 쓰인다. 얼굴은 어머니를 닮아 그렇게 나쁘진 않지만, 추잡한 발언으로 여자아이들로부터는 미움받고 있다. 본인 왈 자신이 내뱉은 추잡한 단어는 10년분을 기억하고 있다고 한다. 타쿠미처럼 섬세함은 없지만, 가끔씩 타쿠미의 중재자로도 행동한다. 혼자 있으면 단순한 변태이지만 타쿠미와 같이 행동하면 큰 문제를 일으키게 된다. 공부는 못 한다.
에노모토 메구루(일본어: 榎本 めぐる)
음성 : 미나즈키 후타고
학생회 멤버로, 애칭은 '구리'. 느긋한 성격이지만 타쿠미로부터 음험한 성격이라고 의심받고 있다. 물론 본인은 부정하지만 악녀 역할이 의외로 어울리기도 하는 듯.
카구라 후미(일본어: 神楽 富美)
음성 : 토누마 유즈
학생회 멤버로, 애칭은 '구라'. 메구루와 함께 세트로 '구리구라'라고 불린다. 나츠키가 실수를 할 때마다 빈정거리지만 뒤에서 나츠키를 지탱해주고 있다. 타쿠미에게는 냉담하여 아무렇지도 않게 심한 말을 하기도 한다.
스가와라 아유무(일본어: 菅原 歩)
음성：오우죠 치카
유카리의 친구로, 과학부 부장이자 풍기위원장. 주로 백의를 입고 있으며 대외적으로는 성적 우수 품행 방정한 모습을 보이고 있지만, 같은 여성에게 성추행 비슷한 실험을 하는 등 이상한 사람. 하지만 남자에게는 흥미가 없다. 과학부 부실은 화학준비실로, 그 곳에는 전파 잭이나 휴대 전화의 안테나를 방해하는 기기 등 그녀가 제작한 기계들이 놓여 있다. 자신의 목적과 이해관계가 일치하는 경우에는 바로 협력해 준다. 또한, 다른 사람의 이름을 부를 때에는 반드시 이상한 별명으로 부르고 있다(나츠키는 '브루트스', 유카리는 '카이사르', 타쿠미는 평생 동정일 것 같다는 이유로 '뉴턴', 키라는 그 곳이 작을 것 같다는 이유로 '나폴레옹'이다).
안노 카요(일본어: 安野 加代)
음성：미도리
타쿠미 반의 담임 선생님. 여유로운 분위기의 젊은 여교사로, 가끔 학생보다도 어리게 보이지만, 아직 남자친구도 없이 살고 있다. 수업 때 학생을 지목하는 법칙에는 규칙성이 없어 두려운 존재. 말은 하지 않지만 타쿠미의 행동은 응원하고 있다. 지역 의원으로 출마한 니시무라와는 동창이었다.
미나가와 긴지(일본어: 皆川 吟次)
음성：우마나미 코우타
무츠키 신사의 신주이자 타쿠미의 아버지. 얼굴에 십자 모양의 상처가 있다. 성실한 일면을 가지고 있지만 머리가 딱딱하고 타쿠미가 문제를 일으킬 때마다 괴로워하고 있다. 저녁 식사 중에 타쿠미와 말싸움하는 일이 많은 듯. 엄격하지만 여자아이에겐 약하다.
무츠키 학원의 20년 전 졸업생이며, 그때 아내인 사유미와 알게 되었다. 사유미를 임신시킨 것은 고등학교 때이며, 사실상 '속도위반 결혼'을 해 버리며, 지금도 그 이야기는 타쿠미에게 하지 않고 있다.
츠시마 히카루(일본어: 津島 光)
음성：노노무라 사요
무츠키 학원 교장. 냉정하고 침착한 성격으로, 타쿠미의 행동에 대해서는 항상 중립적인 입장으로 응원하고 있다. 그녀도 무츠키 학원의 졸업생으로, 긴지 일행과도 알고 있다. 사유미와 친구였으며, 그녀가 임신했을 때에도 그녀에게 설교를 하거나 진심으로 걱정하고 있던 모습을 보여준다. 아직도 결혼을 하지 않고 있어, 지금도 맞선 얘기가 나오면 피하는 듯.
키라 킨타로(일본어: 綺羅 金太郎)
음성：타키자와 아츠야
무상사의 주직이자 키라의 아버지. 긴지 일행과 같이 무츠키 학원 졸업생. 긴지로부터는 '킨노지'라고 불리고 있다. 풍채도 파계승 같다. 긴지와는 지금도 종종 싸우는 사이. 야스와 같이 헌팅을 좋아해서, 보호자 면담 때 담임인 카요를 헌팅하려고 했었다. 긴지와 마찬가지로 바보 아들인 야스 때문에 골머리를 앓고 있다.
모리나가 토모미(일본어: 守永 知美)
음성：Yuki-Lin
유카리의 어머니. 사유미와는 무츠키 학원 선후배 관계이다(토모미가 선배). 지금도 그 인연 덕에 미나가와 가에게 요리를 만들어 주고 있다. 느긋하고 침착한 여성. 강한 아이로 자란 유카리를 곤란해하고 있다. 사유미가 변혁을 일으키려 했을 때에는 이미 졸업한지라, 그에 가담하지 못해 아쉬웠다고 한다.
아야세 나츠미(일본어: 綾瀬 夏美)
음성：카스미 료
무츠키 학원 이사장이자 나츠키의 어머니. 전 이사장인 아야세 후지로의 딸. 이 주변 일대를 지배하고 있는 노자와 그룹의 대표이기도 하다. 기본적으로는 학원에 일에 잘 간섭하지 않지만, 학원 생활에 문제가 생기면 직접 관여한다. 교육 중심인 엄격한 사람으로, 타쿠미가 하고 있는 일을 바로 부정하여 학원제 기획을 없애려고 한다. 딸인 나츠키와 거의 잘 있어주진 못하지만 나츠키를 소중히 여기고 있다. 그녀도 무츠키 학원의 졸업생이며, 당시에는 학생회장을 맡고 있었다. 당시에는 사유미의 학원제 개최 제안에 찬성했지만, 직전에 급하게 의견을 바꾸어 버려, 그 후로 친구들과 결별하게 된다.
이시바시 타이잔(일본어: 石橋 泰山)
음성：나카사토 케이타
무츠키 학원 전 교장. 현재에는 이사를 맡아, 한가하면 시찰이라는 이유로 학원에 나타난다. 시력 1.5이며 16000Hz의 소리도 들을 수 있을 정도로 건강하다.
유미 선배(일본어: ユミ先輩)
음성 : 노노무라 사요
타쿠미가 우울해져 있을 때 갑자기 나타난 선배. 기운찬 성격으로 그 페이스는 타쿠미마저 말려들게 한다. 대화 중에 에로 콩트를 섞거나, 야스와 같은 수준으로 천한 농담을 하길 좋아한다. 타쿠미처럼 재미없는 것을 싫어하여, 그랑 비슷한 사고를 가진 것처럼 보이나 사실 그보다도 능숙한 면이 많이 보인다. 타쿠미를 '탁군'이라고 부른다.
그 정체는 타쿠미의 어머니인 사유미가 무츠키 학원을 다닐 때의 모습.
미나가와 사유미(일본어: 皆川 沙祐美)
음성 : 노노무라 사요
타쿠미의 어머니. 타쿠미가 어렸을 때 타계해 타쿠미도 그녀를 잘 기억하고 있지 않다. 무츠키 학원에 다닐 당시 학원에서 학원제를 개최하려고 했었다. 이시바시 전 교장에게도 강한 인상이 남았던 학생. 긴지와 속도위반 결혼을 했다.
옛 성은 '아야세'. 이사장인 아야세 나츠미와는 자매이며, 그래서 타쿠미와 나츠키도 사실상 사촌 관계이다.

## 스태프
- 시나리오 : 키오 나치、무츠 류스케
- 원화 : 네코냥
- 무비 : 칸즈키 사
- 오프닝 테마 「pile up HURRICANE!」
  - 노래：나카가와 하루나
  - 작사：ayachi
  - 작곡・편곡：후지타 쥰페이
- 엔딩 테마 「내일로 내딛는 우리들의 노래」
  - 작사・작곡・노래：카타키리 렛카
  - 편곡：하시모토 쿄우야